# Pierre-Jules Hetzel

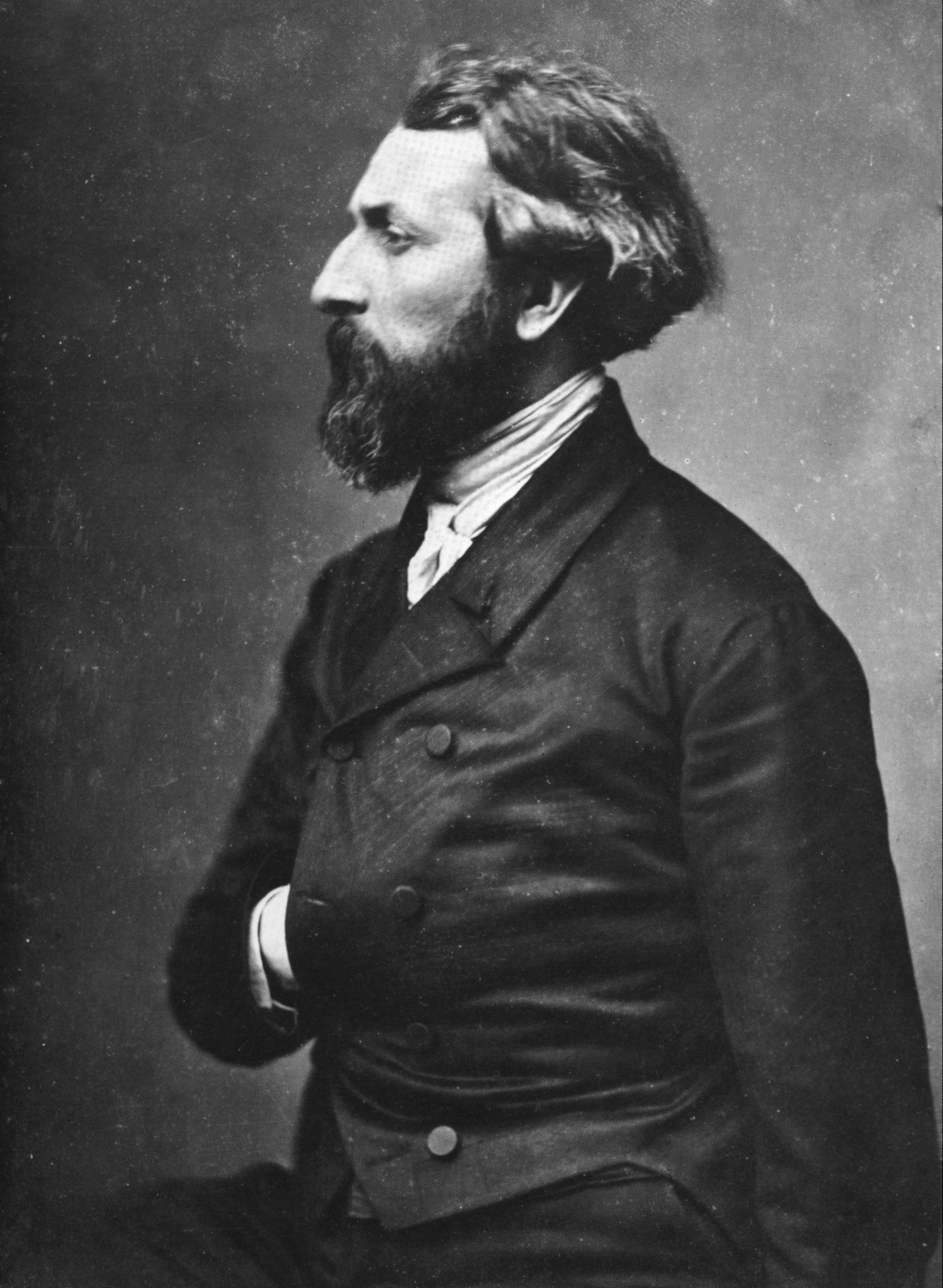
Pierre-Jules Hetzel

Pierre-Jules Hetzel (n. 15 ianuarie 1814, Chartres, Centre-Val de Loire, Franța – d. 17 martie 1886, Monte Carlo, Monte Carlo⁠(d), Monaco) a fost un editor și publicist francez. Este cel mai bine cunoscut pentru publicarea edițiilor bogat ilustrate ale romanelor lui Jules Verne în prestigioasa colecție de romane Hetzel, dintre care seria Voyages Extraordinaires este cea mai bine cunoscută și apreciată. Hetzel a fost, de asemenea, principalul editor al lui Victor Hugo, precum și al altor scriitori francezi de marcă ai secolului al XIX-lea.

## Vezi și

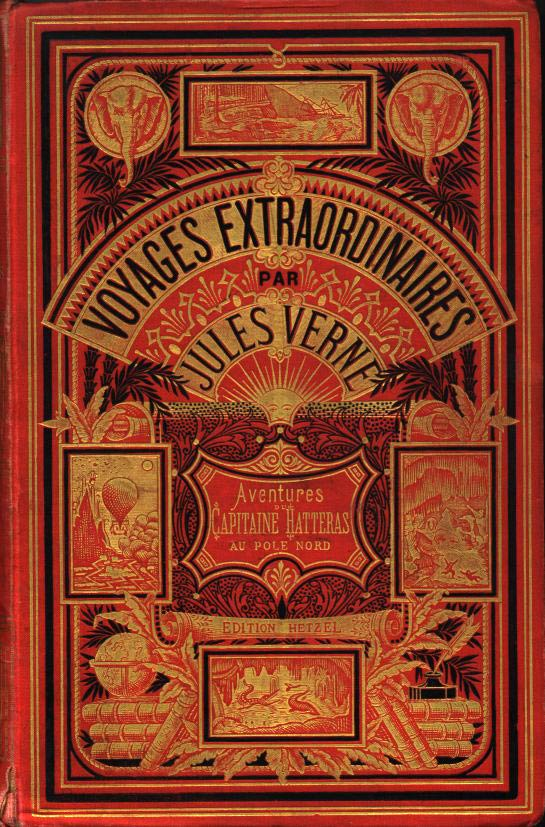
O copertă tipică a unei cărţi de Jules Verne publicată de Hetzel din seria Călătorii extraordinare – Les Aventures du Capitaine Hatteras au Pôle Nord.

- Căpitanul Nemo
- Douăzeci de mii de leghe sub mări
- Nautilus

## Legături externe
- fr  Les Cartonages Hetzel – Un web site în franceză dedicat identificării cărților lui Jules Verne